# Albrecht von Hagen
Pour les articles homonymes, voir Hagen.
Albrecht von Hagen (né le 11 mars 1904 à Łęgi, mort le 8 août 1944 à Berlin) est un juriste allemand, résistant en tant que membre du complot du 20 juillet 1944.

## Biographie
Albrecht von Hagen vient d'une famille noble de Poméranie. Il étudie le droit à Heidelberg et Königsberg. Il travaille ensuite en tant que syndic et dans une banque privée. En 1935, il se porte volontaire au sein de la Wehrmacht et devient lieutenant de réserve au début de la Seconde Guerre mondiale. Lors de la campagne en Afrique du Nord, il fait la connaissance de Claus von Stauffenberg et se laisse influencer par la Résistance. Il obtient son transfert à l'Oberkommando der Wehrmacht où il est responsable du service du courrier entre les bureaux de Berlin et le FHQ de Wolfsschanze. En mai 1944, Hagen procure à Joachim Kuhn l'explosif pour un attentat contre Adolf Hitler.
Hagen est arrêté immédiatement après l'attentat raté. Quelques jours plus tard, toute sa famille est placée en détention. Le 8 août 1944, il est jugé devant le Volksgerichtshof, condamné à la peine de mort et pendu le jour même, par ordre de Hitler, à la prison de Plötzensee.